# Argyractis bruneosuffusa
Argyractis bruneosuffusa là một loài bướm đêm trong họ Crambidae.